# Угорщина на Європейських іграх 2015
Угорщина на перших Європейських іграх у Баку була представлена 201 атлетом.

## Медалісти
| Медаль | Спортсмен                                                      | Спорт                           | Дисципліна                         |
| ------ | -------------------------------------------------------------- | ------------------------------- | ---------------------------------- |
| Золото | Маріанна Шаштін                                                | Боротьба                        | До 60 кг, вільним стилем (жінки)   |
| Золото | Золтан Каммерер Тамас Шалай                                    | Веслування на байдарках і каное | K2 1000 м (чоловіки)               |
| Золото | Анна Караш Данута Козак Габріелла Сабо Нінетта Вад             | Веслування на байдарках і каное | K4 500 м (жінки)                   |
| Золото | Емеше Барка                                                    | Боротьба                        | До 58 кг, вільним стилем (жінки)   |
| Золото | Міклош Дудаш                                                   | Веслування на байдарках і каное | K1 200 м (чоловіки)                |
| Золото | Золтан Каммерер Тамаш Куліфай Давид Тот Даніель Пауман         | Веслування на байдарках і каное | K4 1000 м (чоловіки)               |
| Золото | Данута Козак                                                   | Веслування на байдарках і каное | K1 500 м (жінки)                   |
| Золото | Панна Шоллоші Дора Лендвай Дора Хегий Балаж Фаркаш Даніел Балі | Гімнастика                      | Аеробіка, команда (змішані)        |
| Срібло | Балінт Корпаші                                                 | Боротьба                        | До 71 кг, греко-римська (чоловіки) |
| Срібло | Ричард Богнар                                                  | Стрільба                        | Подвійний трап (чоловіки)          |
| Срібло | Янка Юхаш                                                      | Плавання                        | 1500 м вільним стилем (жінки)      |
| Срібло | Хедвіг Каракаш                                                 | Дзюдо                           | До 57 кг (жінки)                   |
| Бронза | Аттіла Вайда                                                   | Веслування на байдарках і каное | C1-1000 м (чоловіки)               |
| Бронза | Шандор Тотка Петер Молнар                                      | Веслування на байдарках і каное | K2-200 м (чоловіки)                |
| Бронза | Данута Козак                                                   | Веслування на байдарках і каное | K1-200 м (жінки)                   |
| Бронза | Рената Кшай                                                    | Веслування на байдарках і каное | K1-5000 м (жінки)                  |
| Бронза | Анна Караш Нінетта Вад                                         | Веслування на байдарках і каное | K2-500 м (жінки)                   |
| Бронза | Богларка Бонеч                                                 | Плавання                        | 200 м батерфляєм (жінки)           |
| Бронза | Ева Черновіцкі                                                 | Дзюдо                           | До 48 кг (жінки)                   |
| Бронза | Золтан Харкша                                                  | Бокс                            | До 75 кг (чоловіки)                |